# 자리스키 접공간
대수기하학에서 자리스키 접공간(Zariski tangent space)은 미분기하학에서의 접공간의 개념을 대수다양체와 스킴에 대하여 일반화한 개념이다.

## 정의
{\displaystyle R}이 가환 국소환이라고 하자. 국소환은 유일한 극대 아이디얼 {\displaystyle m}을 가지고, 또한 {\displaystyle k=R/m}은 체를 이룬다. {\displaystyle m}은 아벨 군이고, 그 제곱 {\displaystyle m^{2}}도 아벨 군이므로, 몫군 {\displaystyle m/m^{2}}를 정의할 수 있다. 이는 {\displaystyle k}에 대한 벡터 공간임을 보일 수 있다. 국소환 {\displaystyle R}의 공변접공간(cotangent space) {\displaystyle T_{R}^{*}}은 {\displaystyle k}-벡터 공간 {\displaystyle T_{R}^{*}=m/m^{2}}이다. {\displaystyle R}의 접공간(tangent space)은 공변접공간의 쌍대 공간 {\displaystyle T_{R}=\hom(T_{R}^{*},k)}이다.
{\displaystyle X}가 국소환 달린 공간이라고 하자. 국소환 달린 공간의 줄기(stalk)는 국소환이다. {\displaystyle x\in X}에서의 접공간 {\displaystyle T_{X,x}}는 {\displaystyle x}에서의 줄기의 접공간이다. 대수다양체와 스킴은 모두 국소환 달린 공간의 일종이므로, 그 접공간은 국소환 달린 공간으로서의 접공간이다.

## 역사
오스카 자리스키가 1947년 도입하였다.

## 같이 보기
- 제트 (수학)